# Giovanni Gherardo de Rossi
Giovanni Gherardo de Rossi (Roma, 1754 – 1827) è stato un poeta e commediografo italiano.

## Biografia
Figlio di un banchiere, egli stesso sarà, dal 1798 al 1800, ministro delle finanze della Repubblica romana.
Appassionato ed eclettico cultore delle belle arti, viene nominato presidente dell'Accademia di belle arti del Portogallo e direttore dell'Accademia reale di Napoli con sede a Roma.
Fu autore di 16 commedie e di saggi critici sul teatro, e ammiratore del Goldoni. Fece parte dell'Accademia dell'Arcadia, con il nome di Perinto Sceo.

## Opere principali
- Favole, Vercelli 1790;
- Scherzi poetici e pittorici (1795);
- Poesie (1798);
- Vita di Angelica Kauffmann pittrice, Firenze 1810